# Asim Xudiyev
Asim Xudiyev (oroszul: Асим Худиев, Aszim Hugyijev) (1957. február 22. –) szovjet-azeri labdarúgó, nemzetközi labdarúgó-játékvezető és sportvezető. Az Azeri labdarúgó-szövetség tagja.

## Sportpályafutása
Labdarúgóként a Neftçi PFK-ban játszott, ahol 1977–1984 között 180 mérkőzésen szerepelt.

### Nemzetközi játékvezetés
A labdarúgó-pályafutásának végeztével játékvezető lett és válogatott mérkőzéseinek száma: 6, valamint két Eb-előselejtezőt is vezetett.

#### Európa-bajnokság

##### 2000-es labdarúgó-Európa-bajnokság
| Időpont           | Helyszín                     | Mérkőzés típusa           | Mérkőzés          | Eredmény | Nézők száma |
| ----------------- | ---------------------------- | ------------------------- | ----------------- | -------- | ----------- |
| 1998. október 10. | Olimpiai Stadion, Serravalle | előselejtező (6. csoport) | San Marino–Izrael | 0 : 5    | 872         |

##### 2004-es labdarúgó-Európa-bajnokság
| Időpont            | Helyszín                     | Mérkőzés típusa           | Mérkőzés              | Eredmény | Nézők száma |
| ------------------ | ---------------------------- | ------------------------- | --------------------- | -------- | ----------- |
| 2002. november 20. | Olimpiai Stadion, Serravalle | előselejtező (4. csoport) | San Marino–Lettország | 0 : 1    | 600         |

## Sportvezetőként
Az aktív játékvezetői pályafutást befejezve az UEFA JB ellenőreként szolgál.